# 31-es főút
31-es főút (ungarisch für ‚Hauptstraße 31‘) ist eine ungarische Hauptstraße. Sie zweigt in Budapest am Clark Ádám tér von der 3-as főút ab und führt in östlicher Richtung in die Große Ungarische Tiefebene nach Maglód und nördlich an Gyömrő vorbei. In Nagykáta zweigt die 311-es főút in Richtung Cegléd ab. Die Straße wendet sich hier nach Nordosten und umgeht Jászberény, wobei sie die 32-es főút kreuzt. Sie verläuft weiter nach Osten nach Jászapáti und wendet sich wieder nach Nordosten durch die Stadt Heves und über Tenk nach Dormánd, wo sie an der 33-as főút endet, auf der es noch rund 5,5 km zur 3-as főút sind.
Die Gesamtlänge der Straße beträgt 126 Kilometer.